# 낭만 고양이
낭만 고양이는 체리필터 2집 Made In Korea의 첫번째 트랙에 수록되어 있는 곡이다. 자신의 일상생활을 고양이의 모습에 비유해 표현한 곡이기도 하다.